# Селея

Селея — река в России, протекает в Пермском крае. Устье реки находится в 351 км по левому берегу реки Колва, примерно в 3,2 км ниже устья реки Чищева. Длина реки составляет 20 км.

## Описание
Протекает в северо-восточной части Чердынского района Пермского края по предгорьям Северного Урала среди холмов, покрытых таёжным лесом. Течёт главным образом в северном и северо-восточном направлениях. Населённых пунктов на Селее нет.

## Данные водного реестра
По данным государственного водного реестра России относится к Камскому бассейновому округу, водохозяйственный участок реки — Кама от водомерного поста у села Бондюг до города Березники, речной подбассейн реки — бассейны притоков Камы до впадения Белой. Речной бассейн реки — Кама.
По данным геоинформационной системы водохозяйственного районирования территории РФ, подготовленной Федеральным агентством водных ресурсов:
- Код водного объекта в государственном водном реестре — 10010100212111100005621
- Код по гидрологической изученности (ГИ) — 111100562
- Код бассейна — 10.01.01.002
- Номер тома по ГИ — 11
- Выпуск по ГИ — 1